# Rotschenkel-Zahnhabicht
Der Rotschenkel-Zahnhabicht (Harpagus diodon), gelegentlich auch als Braunschenkelweih bezeichnet, ist eine kleine Greifvogelart aus der Familie der Habichtartigen (Accipitridae). Er bewohnt die Wälder Südamerikas, wo er Jagd auf Insekten und kleine Wirbeltiere macht. Viele Aspekte seines Verhaltens sind bislang nur unvollständig erforscht. Noch relativ neu ist die Erkenntnis, dass es sich bei der Art um einen Zugvogel handelt, der während der Brutzeit das Zentrum des Kontinents verlässt und vor allem in den südöstlichen Küstenregionen Brasiliens brütet. Die Art gilt als eher selten, ist aber in ihrem Fortbestand vermutlich nicht konkret gefährdet.

## Merkmale

### Körperbau und Aussehen
Der Rotschenkel-Zahnhabicht ist ein eher kleiner Vertreter seiner Familie, der ausgewachsen eine Größe von 29 bis 35 cm und eine Flügelspannweite zwischen 60 und 70 cm erreicht. Zum Gewicht der Art existieren bislang keine Daten. Wie bei vielen Greifvögeln werden auch beim Rotschenkel-Zahnhabicht die Weibchen tendenziell etwas größer als ihre männlichen Artgenossen, dieser umgekehrte Sexualdimorphismus fällt mit einem Größenunterschied zwischen 6 und 13 % jedoch eher gering aus. Ansonsten gleichen sich die Geschlechter in ihrem Aussehen. Der Körperbau ist insgesamt deutlich an eine waldbewohnende Lebensweise angepasst. Rotschenkel-Zahnhabichte sind vergleichsweise zierlich und erinnern mit kurzen, breiten und abgerundeten Flügeln an einen Habicht oder Sperber. Im Gleitflug werden die Flügel in waagerechter Stellung gehalten. Das Flugbild ist von schnellen, flatternden Schlägen geprägt, die von eher kurzen Gleitphasen unterbrochen werden. Der Schwanz ist leicht keilförmig, breit und mit abgerundeten Ecken. Der Schnabel wirkt im Verhältnis zum Kopf recht klein und stark nach unten gebogen. Auffällig sind zwei ausgeprägte, zahnartige Vorsprünge am Schneidrand des Oberschnabels, die vermutlich das Zerteilen der Beute erleichtern. Das Gefieder ist an Rücken und Oberflügel schiefergrau gefärbt, wobei sich vor allem am Rücken oft unregelmäßige weiße Tupfer und Flecken zeigen können. Der Kopf ist dunkler und eher schwärzlich, in Verbindung mit blasserem Mantel und Halsseiten entsteht der Eindruck eines angedeuteten Halsbandes. Die Steuerfedern sind von dunkelgrauer Grundfärbung, unterbrochen von zwei bis drei helleren, breiten Binden. Brust und Bauch sind einheitlich hellgrau bis weißlich gefärbt, Kinn, Kehle und besonders die Unterschwanzdecken sind etwas heller als die übrige Unterseite. Einen starken Kontrast hierzu bilden die namensgebenden, haselnussbraun gefärbten Schenkel der Vögel. Bei ausgebreiteten Flügeln ist eine ähnliche Färbung an den Deckfedern des Unterflügels sichtbar. Arm- und Handschwingen sind hingegen weiß gefärbt, mit mehreren schmalen, teils unterbrochenen, dunklen Flügelbinden. An den Handschwingen mancher Exemplare geht die Grundfärbung eher in ein helles Grau über. Zügel, Augenringe und Wachshaut heben sich in kräftigem Gelb von den umgebenden Federn des Kopfes ab. Der Schnabel ist an seiner Basis ebenfalls gelblich, geht zur Spitze hin jedoch graduell in ein helles Grau über. Die Iris des Auges zeigt ein leuchtendes Rot. Die unbefiederten Teile der Läufe sind orange bis gelblich gefärbt.

### Jungvögel
Juvenile Rotschenkel-Zahnhabichte sind oberseits eher bräunlich-schwarz gefärbt, mit einem gut erkennbaren, weißen Streifenmuster an Hals und Nacken. Brust und Bauch sind cremeweiß und mit einem oft deutlich ausgeprägten Flecken- oder Tropfenmuster durchzogen. Die bräunliche Färbung an der Unterseite der Flügel und den Schenkeln ist meist noch nicht so kräftig wie bei den Adulten und tendiert eher ins Rotbraune. Die Flügel- und Schwanzbinden sind schmaler und weniger klar abgegrenzt. Des Weiteren ist die rote Iris bei immaturen Vögeln meist blasser als bei älteren Exemplaren.

### Verwechslungskandidaten

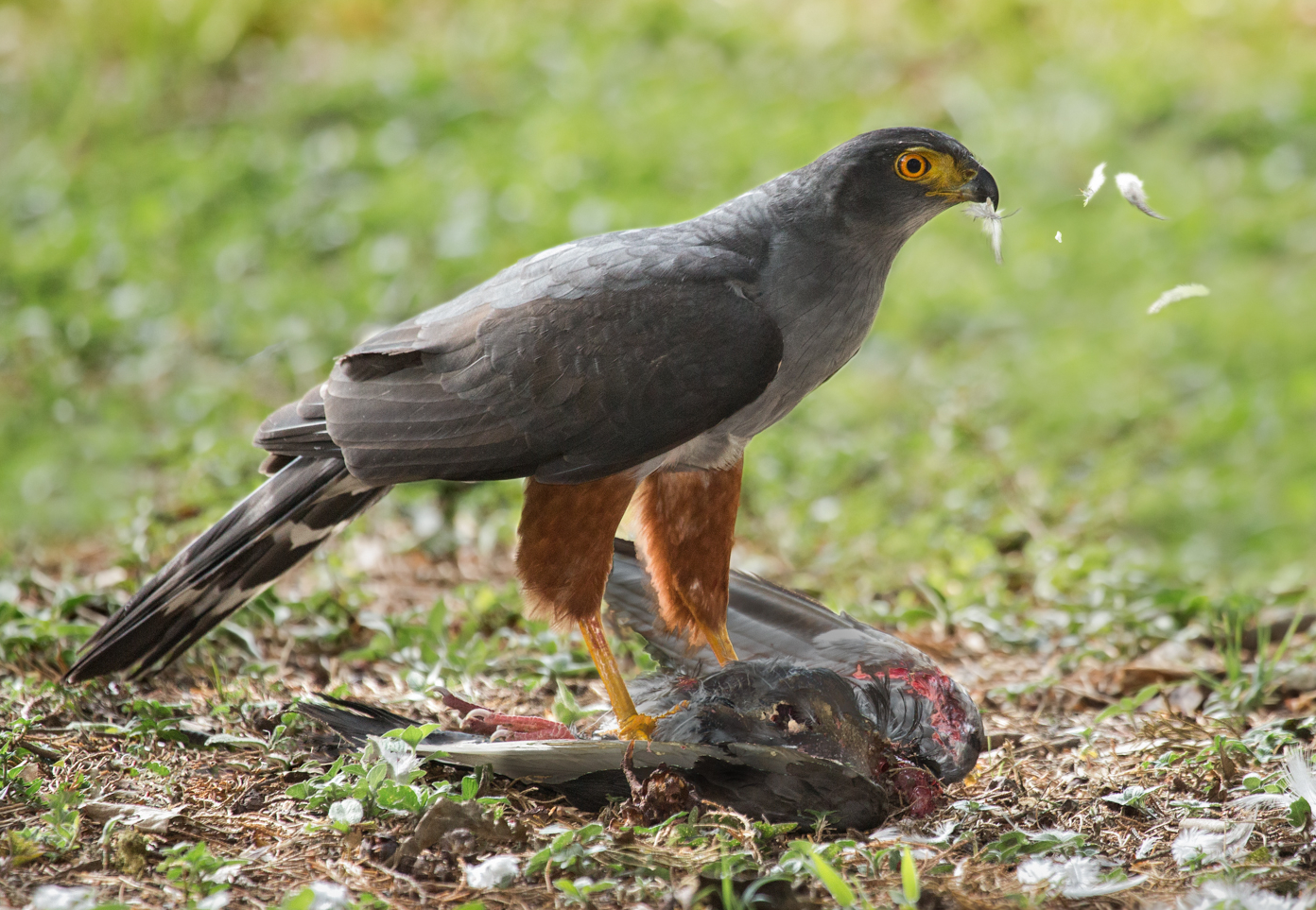
Der Zweifarbensperber ist eine optisch sehr ähnliche Art. Möglicherweise handelt es sich hierbei um einen Fall von Mimikry.

Verwechslungen von BRotschenkel-Zahnhabichten mit dem eng verwandten und teilweise sympatrisch verbreiteten Rostbrust-Zahnhabicht (H. bidentatus) sind nicht unbekannt, lassen sich bei adulten Vögeln jedoch bei näherem Hinsehen meist schnell anhand der rotbraunen Brust oder des ausgeprägten Streifenmusters an der Unterseite beim Rostbrust-Zahnhabicht aufklären. Schwieriger kann die Unterscheidung bei juvenilen Exemplaren sein, da sich das Jugendkleid beider Arten sehr stark ähnelt. Besonders bemerkenswert ist darüber hinaus die sehr große äußere Ähnlichkeit des Rotschenkel-Zahnhabichts mit dem größeren Zweifarbensperber (Accipiter bicolor). Diese ist so ausgeprägt, dass hier möglicherweise ein Fall von Mimikry seitens des Rotschenkel-Zahnhabichts vorliegen könnte. Forscher spekulieren hierbei, dass ein Nachahmen der größeren, vogelfressenden Art den Rotschenkel-Zahnhabicht vor einem Hassen durch verschiedene andere Vogelarten schützen und somit Störungen bei der Nahrungssuche verhindern könnte.

### Stimme
Die Lautäußerungen des Rotschenkel-Zahnhabichts sind bislang nur selten dokumentiert und entsprechend schlecht erforscht. Gelegentliche Beobachtungen aus den Jahren 1996 bis 2006 konnten vor allem einen dünnen, dreisilbigen Ruf mit unklarer Funktion identifizieren. Darüber hinaus ist von nistenden Weibchen und Nestlingen ein hochfrequentes chee oder chee-weet bekannt, bei dem es sich vermutlich um einen Bettelruf handelt, der das Männchen zur Übergabe mitgebrachter Nahrung bewegen soll.

## Habitat und Lebensweise
Der Rotschenkel-Zahnhabicht ist grundsätzlich ein Waldbewohner, der das Tiefland bis auf Höhen von etwa 1000 m besiedelt. Die bevorzugte Waldform scheint dabei jedoch regional unterschiedlich zu sein. So sind Sichtungen aus Argentinien und Französisch-Guayana nur aus dichtem, primärem Regenwald bekannt, während beispielsweise im Osten Brasiliens auch hochwüchsiger Sekundärwald geeignet zu sein scheint. Hier werden seltener auch offenere, mesische Wälder als Lebensraum genutzt. Darüber hinaus existieren gelegentliche Nachweise der Art auch von landwirtschaftlich genutzten Flächen, solange in deren Nähe zumindest Restbestände natürlichen Waldes zu finden sind. Rotschenkel-Zahnhabichte leben normalerweise solitär oder in Paaren, über ein etwaiges Territorialverhalten ist nichts bekannt.

### Ernährung
Über Nahrung und Jagdverhalten der Art liegen bislang nur wenige Informationen vor. Eine Studie an nistenden Vögeln in Ostbrasilien dokumentierte insgesamt 40 Beutetiere, darunter 31 Insekten, was einem Anteil von 77,5 % entspricht. Hierbei wurden besonders häufig größere Heuschrecken geschlagen, seltener aber auch Hautflügler, Singzikaden, Wegwespen und Fangschrecken erbeutet. Ergänzt wird der Speiseplan durch kleine Wirbeltiere wie Echsen, Frösche und Mäuse. Die Jagd findet dabei immer in den mittleren bis oberen Etagen des Waldes statt. Jagdversuche werden von einem Ansitz, meist einem exponierten Ast oder Zweig, gestartet, der schon nach etwa zwei Minuten gewechselt wird, falls sich keine geeigneten Beutetiere zeigen. Wurde jedoch potenzielle Beute erspäht, stürzen sich die Vögel mit einem kurzen, schnellen Flug auf sie und schlagen sie mit ihrem Schnabel. Der Rotschenkel-Zahnhabicht gehört außerdem zu den Arten, die Treiberameisen auf deren Raubzügen folgen, um von diesen aufgescheuchte Insekten und andere kleine Tiere leichter erbeuten zu können. Ein ähnliches Verhalten wurde bislang in zwei Fällen dokumentiert, bei denen die Vögel Affengruppen auf der Nahrungssuche in einigem Abstand durch den Wald verfolgten.

### Fortpflanzung
Die Brutzeit des Rotschenkel-Zahnhabichts erstreckt sich etwa von Oktober bis März und erreicht ihren Höhepunkt in den Monaten November bis Februar. Bis zu Beginn des 21. Jahrhunderts war für die Art nur ein einzelnes Nest mit zwei Eiern aus dem brasilianischen Bundesstaat Minas Gerais bekannt. Seitdem konnte das Wissen über das Fortpflanzungsverhalten des Rotschenkel-Zahnhabichts jedoch durch einige Berichte aus Bahia, Rio de Janeiro und São Paulo ergänzt werden. Das Nest ist eine lose, unordentlich wirkende Konstruktion von etwa 25 bis 45 cm Durchmesser und circa 15 cm Tiefe, die in einer Astgabel oder auf einem horizontal wachsenden Ast in circa 12 m Höhe angelegt wird. Die Gelegegröße scheint ein bis zwei Eier zu betragen, deren Abmessungen bei 42,5–48,2 mm × 34,1–37,5 mm liegen. Die Jungvögel sind nach dem Schlüpfen von feinen, weißen Daunen bedeckt, nach etwa 11 bis 14 Tagen beginnen sich die ersten echten Konturfedern zu zeigen. Die Nestlingsphase dauert etwa vier Wochen an, in denen der männliche Altvogel den größten Teil der Nahrung heranschafft und diese in der Umgebung des Nistplatzes an die Mutter übergibt, die sie dann anschließend im Nest an die Nachkommen verfüttert. Informationen zur Balz, der Inkubationszeit der Eier oder der Dauer der Abhängigkeit der Jungvögel von ihren Eltern gibt es bislang nicht.

## Verbreitung und Gefährdung

Verbreitungsgebiet des Rotschenkel-Zahnhabichts
Nicht-Brutgebiete
Brutgebiete
Migration

Der Rotschenkel-Zahnhabicht ist ein Bewohner der Neotropis, von dem in der Vergangenheit angenommen wurde, dass es sich bei ihm um einen Standvogel handelt, der sein angestammtes Territorium ganzjährig nicht verlässt. Erst eine groß angelegte Studie unter Mithilfe der örtlichen Bevölkerung zu Beginn der 2000er-Jahre stellte fest, dass es sich bei der Art tatsächlich um einen obligaten Zugvogel handelt. Die Brutgebiete des Rotschenkel-Zahnhabichts liegen hauptsächlich in den Atlantikwäldern im Süden und Südosten Brasiliens sowie im äußersten Norden Argentiniens (Provinzen Misiones, Jujuy und Salta), in Südost-Bolivien und in Paraguay südlich des 10. Breitengrades. Die Winterquartiere wiederum befinden sich größtenteils im Amazonasbecken, begrenzt durch den Rio Branco und den Rio Purus. In geringerer Dichte sind die Vögel in dieser Zeit auch in Nordost-Brasilien, Nord-Bolivien, den Guyanas und Venezuela anzutreffen. Direkte Beobachtungen der Migration schließen die Sichtung von insgesamt 129 ziehenden Rotschenkel-Zahnhabichten über der brasilianischen Serra da Mantiqueira zwischen dem 12. und 20. Mai 2005 ein. Die Vögel bewegten sich dabei in Gruppen von 2 bis 30 Individuen oder seltener auch allein. Einige Jahre später konnte der Zug der Art auch bei Concepción in Bolivien beobachtet werden. Insgesamt gilt der Rotschenkel-Zahnhabicht als eher seltener Vogel, wobei jedoch nicht auszuschließen ist, dass die Vögel auf Grund ihrer waldbewohnenden und eher unauffälligen Lebensweise gelegentlich übersehen werden. Die IUCN stuft die Art mit Stand 2019 auf der niedrigsten Gefährdungsstufe least concern („nicht gefährdet“) ein. Die Erkenntnis, dass ein Großteil der globalen Population in den stark bedrohten brasilianischen Atlantikwäldern brütet, könnte jedoch eine zukünftige Neubewertung dieser Einschätzung nötig machen. Darüber hinaus sind durch den hohen Anteil von Heuschrecken an der Ernährung vor allem in der Nähe landwirtschaftlich genutzter Flächen lebende Rotschenkel-Zahnhabichte zunehmend durch den Eintrag von Pestiziden gefährdet.

## Systematik
Die Erstbeschreibung des Rotschenkel-Zahnhabichts stammt aus dem Jahr 1823 und geht auf den niederländischen Ornithologen Coenraad Jacob Temminck zurück. Der Holotyp war in der Nähe des Rio Peruípe in Bahia, Brasilien gesammelt worden. Als wissenschaftlichen Namen der neuen Art wählte Temminck das Binomen Falco diodon, womit er sie zunächst, wie bei vielen zu dieser Zeit neu beschriebenen Greifvögeln üblich, in die Gattung der Falken stellte. Das Artepitheton ist eine Komposition der beiden griechischen Begriffe δι- di- für „doppelt“ oder „zweifach“ und οδοντος odontos für „Zahn“ zusammen. Es bezieht sich auf die zahnähnlichen Strukturen am Oberschnabel der Vögel. Im darauf folgenden Jahr beschrieb der irische Zoologe Nicholas Aylward Vigors die neue Gattung Harpagus, in die er – bezugnehmend auf diese eher ungewöhnliche Eigenschaft des Schnabels, die bei beiden Arten gleichermaßen vorkommt – den Rotschenkel- und den Rostbrust-Zahnhabicht stellte. Dieser Begriff leitet sich von ἁρπαζω harpazō für mit Gewalt ergreifen bzw. lateinisch harpago ‚räuberischer Mensch, Harpyie‘. Moderne phylogenetische Untersuchungen bestätigen die enge Verwandtschaft dieser beider Arten und deuten auf eine Trennung erst zu Beginn des Pleistozäns, also vor erdgeschichtlich relativ kurzer Zeit, hin. Der Rotschenkel-Zahnhabicht gilt derzeit als monotypisch. Die Gattung Harpagus gehört zur Unterfamilie der Bussardartigen (Buteoninae). Alfred Laubmann erwähnte, dass das Synonym Gampsonyx ranivorus Bertoni, AW, 1901 aus dem Departamento Alto Paraná lange Zeit der einzige Nachweis für Paraguay war.